# Keration
Keration (altgriechisch κεράτιον, auch κόκιον kōkion genannt, eigentlich der Same des Johannisbrotbaums) ist der griechische Name für die kleinste Gewichtseinheit des römischen Reiches, die ungefähr in konstantinischer Zeit eingeführt wurde und der römischen Siliqua entspricht. 
Das Keration stellt den 1728. Teil des römischen Pfundes, der libra, dar und wog etwa 0,189 Gramm. Zugleich war es im griechischen Osten des Reiches als Gewichtseinheit 1/18 Drachme. Unterteilt wurde es in vier Sitaria, das kleinste antike Medizinalgewicht. Als Münzwert entsprach es 1/24 Solidus, der ebenfalls von Konstantin eingeführten Goldwährung, die um 310 n. Chr. den Aureus ersetzte. Geprägt wurde das Keration allerdings nur in Silber und wog daher zunächst 3,4 Gramm, nach einer Inflationsbereinigung unter Konstantin II. zwischen 337 und 340 n. Chr. nur noch 2,2 Gramm.
Das Karat (Feingehalt) und das metrische Karat (0,2 g) leiten sich etymologisch von Keration ab.